# Grand slam (rugby)
De Grand slam is een internationale rivaliteitsprijs in Rugby union.

## Beschrijving
Op het Noordelijk halfrond wordt de prijs uitgereikt aan het team dat alle wedstrijden in het Zeslandentoernooi wint. De prijs wordt uitgereikt bij de toernooien van zowel de mannenteams, als de vrouwenteams en de teams onder 20. Als er op een toernooi geen land is dat alle wedstrijden wint, wordt de prijs niet uitgereikt.

Op het Zuidelijk halfrond wordt de prijs uitgereikt aan het team dat alle wedstrijden van The Rugby Championship wint.

Verder wordt de term grand slam gebruikt in de Rugby Europe International Championships en wordt de term Grand Slam tours gebruikt voor het evenement waarbij het team van Australië, Nieuw-Zeeland, of Zuid-Afrika interlands speelt tegen de 'Home Nations' (Engeland, Ierland, Schotland, en Wales). Soms komt daar een wedstrijd tegen Frankrijk bij. Als het team van het Zuidelijk halfrond alle interlands uit de serie wint, dan voltooien ze een grand slam.

## Zeslandentoernooi
| Land      | Grand slams | Jaren                                                                        |
| --------- | ----------- | ---------------------------------------------------------------------------- |
| Engeland  | 13          | 1913, 1914, 1921, 1923, 1924, 1928, 1957, 1980, 1991, 1992, 1995, 2003, 2016 |
| Wales     | 12          | 1908, 1909, 1911, 1950, 1952, 1971, 1976, 1978, 2005, 2008, 2012, 2019       |
| Frankrijk | 10          | 1968, 1977, 1981, 1987, 1997, 1998, 2002, 2004, 2010, 2022                   |
| Ierland   | 4           | 1948, 2009, 2018, 2023                                                       |
| Schotland | 3           | 1925, 1984, 1990                                                             |
| Italië    | 0           |                                                                              |

| Land      | Grand slams | Jaren                                                                                                |
| --------- | ----------- | --- |
| Engeland  | 16          | 1996, 1997, 1999, 2000, 2001, 2003, 2006, 2007, 2008, 2010, 2011, 2012, 2017, 2019, 2020, 2022, 2023 |
| Frankrijk | 5           | 2002, 2004, 2005, 2014, 2018                                                                         |
| Ierland   | 1           | 2013                                                                                                 |
| Italië    | 0           | |
| Schotland | 1           | 1998                                                                                                 |
| Spanje    | 0           | |
| Wales     | 0           | |

| Land      | Grand slams | Jaren                              |
| --------- | ----------- | ---------------------------------- |
| Engeland  | 6           | 2004, 2006, 2008, 2011, 2017, 2021 |
| Frankrijk | 1           | 2014                               |
| Ierland   | 4           | 2007, 2019, 2022, 2023             |
| Italië    | 0           |                                    |
| Schotland | 0           |                                    |
| Wales     | 2           | 2005, 2016                         |

## The Rugby Championship
| Land          | Grand slams | Jaren                                          |
| ------------- | ----------- | ---------------------------------------------- |
| Nieuw-Zeeland | 9           | 1996, 1997, 2003, 2010, 2012, 2013, 2016, 2017 |
| Australië     | 1           | 2015                                           |
| Zuid-Afrika   | 1           | 1998                                           |
| Argentinië    | 0           |                                                |